# ソコルル・メフメト・パシャ

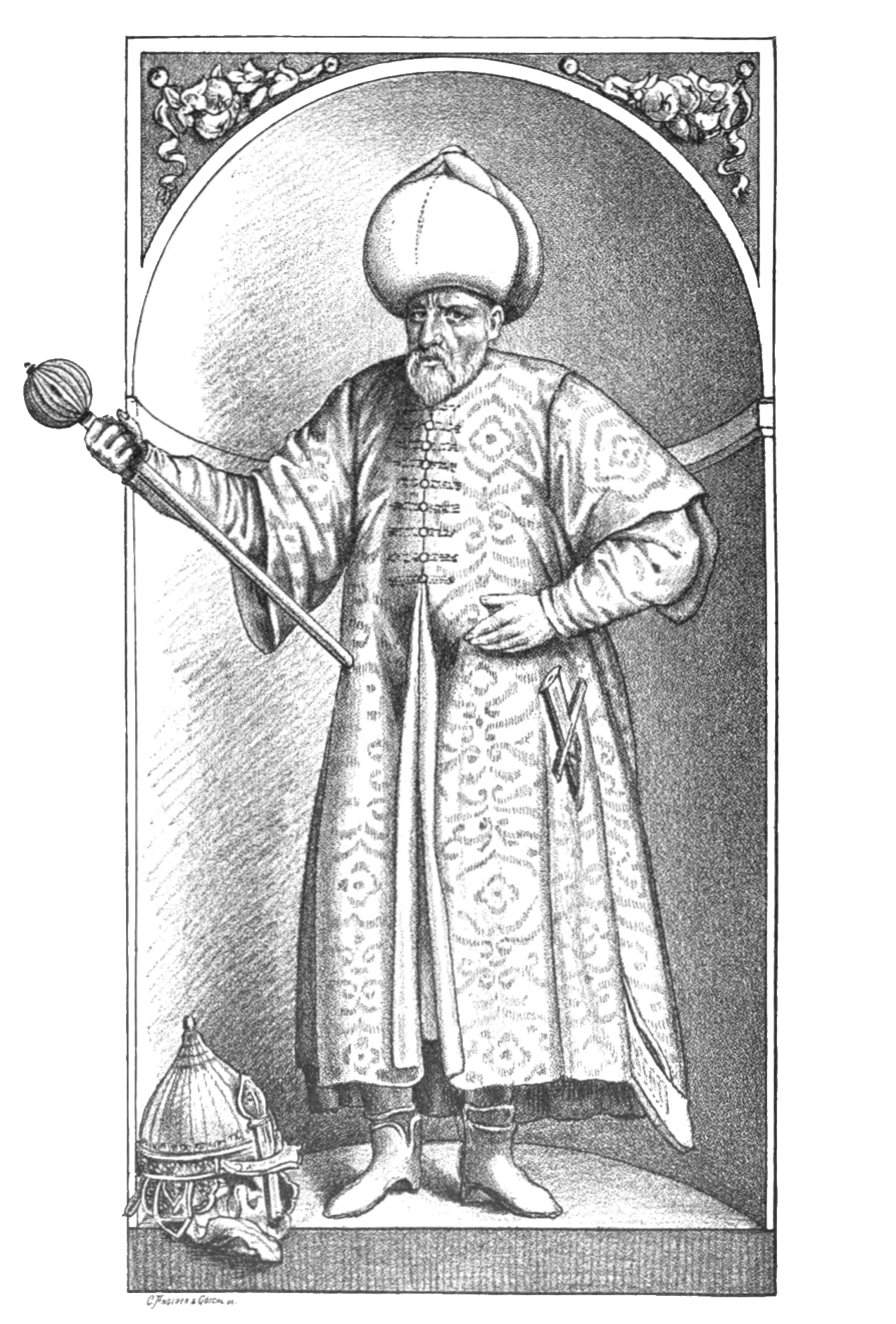
ソコル・メフメト・パシャ

ソコル・メフメト・パシャ(Sokollu Mehmed Paşa, 1505年 - 1579年10月11日/12日)は、オスマン帝国の大宰相（首相）。スレイマン1世に見出され、セリム2世、ムラト3世の3代に渡って仕えた。その功績は大きく、名宰相との呼び声が高い。

## 略歴
1505年、ボスニアに住む正教徒の家に生まれる。10歳のときデヴシルメによって徴集されイスラム教に改宗したが、イェニチェリではなくエディルネ宮廷で教育を受けた。その後、まずはスレイマン1世付の近衛兵として配属され、モハーチの戦い（1526年）と第一次ウィーン包囲（1529年）には兵士として参加した。
1546年、バルバロス・ハイレッディンの後継として海軍司令に任命されると、1551年にはバルカン半島のベイレルベイ（州総督）、1555年に第三宰相、1561年に第二宰相、と昇進を重ねた。
1565年、ソコルル・メフメトはついに大宰相に任命される。1566年、ハンガリー遠征中にシゲトヴァール包囲戦でスレイマン1世が陣没すると、その指揮を引き継ぎハプスブルク軍を撃破、遠征を成功させた。スレイマン1世の後を継いだセリム2世は凡愚な人物であり、これ以降、帝国の舵取りはソコルル・メフメトの手に握られることとなった。
1569年、カスピ海進出とカザン、アストラハンのムスリム救援を目指してクリミアとともにリヴォニア戦争への干渉戦争である対ロシア戦争（露土戦争、1568年 - 1570年）を開始するも、すぐに講和して中止。この後、クリミア軍は1571年に単独でモスクワ襲撃に成功している。
1570年、オスマン・ヴェネツィア戦争にララ・ムスタファ・パシャ、ピヤーレ・パシャを派遣してキプロスを攻略し、キプロス州（オスマン領キプロス）を置いた。なお、このキプロス遠征の軍は本来、異端審問に晒されるスペイン本土のムスリム（旧グラナダ遺民）救援にあてられる予定だったものを、大酒飲みセリム2世がキプロス産のブドウ酒目当てに目標を変えてしまったもの。
1571年、レパントの海戦でオスマン帝国海軍は壊滅的敗北を喫するも、生き残った副官クルチ・アリ・パシャ（ウルグ・アリ）を抜擢して半年で再建。
1574年、チュニス攻略。同年、セリム2世没、ムラト3世即位。先代に引き続き無能なスルタンであり、ソコルル・メフメトは留任して国政を担う。
1578年、改めてカスピ海進出を企図し、今度はサファヴィー朝ペルシャに侵攻を開始するが、翌1579年10月、面会を求めた一人のダルヴィーシュに化けたペルシアの間者によって暗殺された。対ペルシア戦争はソコルル・メフメトの没後、1590年にダゲスタン、アゼルバイジャンの割譲で講和が結ばれ、ソコルル・メフメトの目論見は一応達成されたが、その後もサファヴィー朝との戦争は4度起こり1727年まで延々と続いた。

## 人物
スレイマン1世はヨーロッパ全土に名を轟かせた名君であったが、後継を巡る激しい政争の結果、セリム2世しか残らなかった。その暗愚さを知るスレイマンが息子のために残した懐刀がソコルル・メフメトである。大宰相就任から没までの約15年間は、ソコルル・メフメトが事実上の国のトップであった。
ソコルル・メフメトは極めて理知的で冷静な人物であり、軍事力に任せた拡大政策はあまり取らず、むしろ国内の安定に力を注いだ。無能なスルタンが二代続いたにもかかわらず、帝国が隆盛しつづけたのはソコルル・メフメトの力量に負うところが大きい。
語学に堪能で、トルコ語、セルビア語の他にラテン語、イタリア語、アラビア語、ペルシア語を解した。

## その他
- ヴォルガ・ドン運河
1569年の対ロシア戦争で、海軍を黒海からカスピ海あるいはヴォルガ川流域に送るために開鑿を試みた。遠征の中止は工事が難航したため。
- スエズ運河の開鑿も計画していたらしい[要出典]。
- ソコルル・メフメト・パシャ橋
出身地であるボスニアのドリナ川にかかる石造りの橋[3]。ミマール・スィナンに命じて設計させた。2007年、世界遺産に登録。